# Лясовиці-Малі (Опольське воєводство)
Лясовиці-Малі (пол. Lasowice Małe) — село в Польщі, у гміні Лясовиці-Великі Ключборського повіту Опольського воєводства.
Населення — 527 осіб (2011).

## Демографія
Демографічна структура станом на 31 березня 2011 року:
|          | Загалом | Допрацездатний вік | Працездатний вік | Постпрацездатний вік |
| -------- | ------- | ------------------ | ---------------- | -------------------- |
| Чоловіки | 269     | 39                 | 195              | 35                   |
| Жінки    | 258     | 37                 | 155              | 66                   |
| Разом    | 527     | 76                 | 350              | 101                  |